# Gammarus kamtschaticus
Gammarus kamtschaticus is een vlokreeftensoort uit de familie van de Gammaridae. De wetenschappelijke naam van de soort is voor het eerst geldig gepubliceerd in 1972 door Nina Liverjevna Tzvetkova. Tzvetkova heeft de soort aangetroffen in het noordwestelijk deel van de Stille Oceaan.